# Villa Centenario
Villa Centenario è un comune dell'Argentina, situato nella provincia di Buenos Aires.